# Fleetwood Mac (álbum de 1968)
Fleetwood Mac, também chamado de Peter Green's Fleetwood Mac, é o álbum de estreia da banda britânica de blues rock Fleetwood Mac, lançado em fevereiro de 1968. O disco mescla covers e canções autorais destacadas pelas participações dos guitarristas Peter Green e Jeremy Spencer. É o único álbum em toda a história da banda a não ter colaboração alguma da instrumentista e cantora Christine McVie.

## Faixas
1. "My Heart Beat Like a Hammer" (Spencer)
2. "Merry-Go-Round" (Green)
3. "Long Grey Mare" (Green)
4. "Hellhound on My Trail" (Robert Johnson)
5. "Shake Your Moneymaker" (Elmore James)
6. "Looking for Somebody" (Green)
7. "No Place to Go" (Howlin' Wolf)
8. "My Baby's Good to Me" (Spencer)
9. "If I Loved Another Woman" (Green)
10. "Cold Black Night" (Spencer)
11. "The World Keep on Turning" (Green)
12. "Got to Move" (E. James, Marshall Sehorn)